# Il Lavoro (quotidiano)
Il Lavoro è stato un noto e importante quotidiano italiano genovese, nato nel 1903 e chiuso nel 1992.

## Storia
Fu fondato il 26 aprile 1903 in via Lomellini, nell'ex oratorio di San Filippo, da un'unione tra Leghe, Mutue e Cooperative liguri. Il primo numero uscì il 7 giugno, sotto la direzione di Giuseppe Canepa, parlamentare del Partito Socialista Italiano.
Importante animatore del mondo culturale ligure durante la tarda Belle epoque, anche grazie ad Alessandro Sacheri, caporedattore del quotidiano, espresse poi posizioni interventiste nella prima guerra mondiale (il direttore Canepa andò volontario al fronte). Nel 1921, anno elettorale, Il Lavoro avversò le liste che fiancheggiavano il movimento fascista. La rappresaglia delle camicie nere non tardò: nel marzo 1922 la sede fu devastata per la prima volta, costringendo Giuseppe Canepa a ritirarsi dalla direzione del quotidiano per due anni. Durante questo periodo fu sostituito da Ludovico Calda, per i primi mesi, e poi da Carlo Bordiga.
Durante la dittatura fascista, Il Lavoro rappresentò le istanze sociali e sindacali dei portuali genovesi. Oltre a Canepa, figurò nella redazione del quotidiano Giovanni Ansaldo, che ne fu redattore capo fino al 1926, quando espatriò in Francia. Fu sostituito da Umberto Cavassa. Canepa rimase direttore fino al 1938, riuscendo a garantire al quotidiano una relativa autonomia dal regime. Il Lavoro cadde nell'orbita del fascismo nel 1940. In quell'anno la direzione fu affidata a Gianni Granzotto.
Finita la guerra Il Lavoro riappare come organo della federazione socialista ligure. Per breve tempo si presenta con la testata «Lavoro Nuovo» (la testata originaria verrà ripresa nel maggio 1971). Dall'aprile del 1947 al 25 giugno 1968 Sandro Pertini assume la direzione politica del quotidiano genovese. I responsabili effettivi della fattura del quotidiano sono Paolo Vittorelli (direttore dal 1969 al 1976) e Umberto Merani (direttore responsabile fino al 1974). Nell'ambito del rinnovamento prodotto dall'avvento di Bettino Craxi alla segreteria del PSI, a loro succede Ugo Intini (maggio 1976 - 13 luglio 1978). Sono anni duri, subentrano problemi economici e gestionali, cui non è estraneo il Partito Socialista: avviene allora che tipografi, impiegati e giornalisti si costituiscano in Cooperativa autogestita, affidandone la presidenza a Giorgio Melloni, direttore di tipografia, che già aveva introdotto a Genova il sistema di stampa "offset": vengono così garantiti salari e TFR, e la testata può sopravvivere. 
Durante la direzione di Cesare Lanza (14 luglio 1978-1979) Il Lavoro viene ceduto al gruppo Rizzoli-Corriere della Sera, il primo editore italiano di periodici, che nomina Giuliano Zincone nuovo direttore. Ma appena due anni dopo il gruppo viene coinvolto nello scandalo della Loggia P2 e abbandona il quotidiano.
Nel 1982 Cesare Lanza rileva dalla Rizzoli la proprietà del giornale della sua città di adozione e riassume la direzione (1982-1986). Il 10 gennaio 1986 Lanza deve lasciare entrambi gli incarichi poiché si è diffusa la notizia che il suo nome appare in un'inchiesta giudiziaria. Il Lavoro, vicino al fallimento, viene salvato da una cordata di imprenditori. L'anno successivo entra a far parte del Gruppo L'Espresso (1987); i nuovi proprietari scelgono come nuovo direttore Franco Recanatesi.
Durante la direzione di Franco Manzitti (succeduto a Recanatesi il 29 gennaio 1989) Il Lavoro è stato incorporato, il 22 settembre 1992, dal quotidiano romano la Repubblica, cessando così di essere una testata autonoma e diventando il supplemento locale del quotidiano romano. Nonostante le fasi alterne vissute dal quotidiano, non abbandonò la redazione il critico cinematografico Roberto Chiti, la cui attività si è protratta per diversi decenni. Furono inoltre critici teatrali e cinematografici del quotidiano Guglielmina Setti nel periodo anteguerra, e Tullio Cicciarelli, responsabile della terza pagina dal 1945 al 1980.
La sede del quotidiano ha ospitato i locali del Museo della storia del Genoa dal 2009 al giugno 2013.

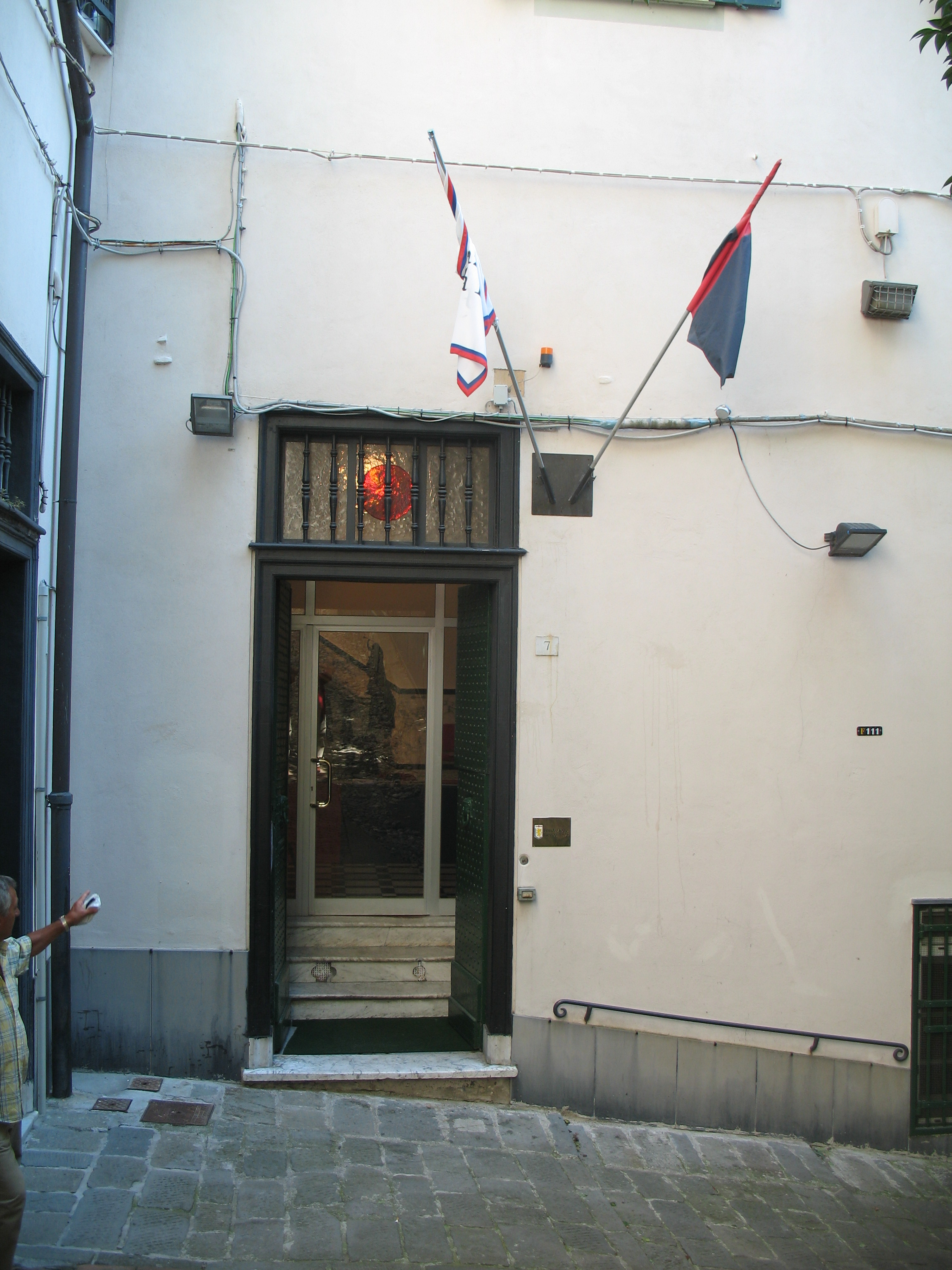
L'entrata del Museo della storia del Genoa, ex sede del quotidiano "Il Lavoro".

## Direttori
- Giuseppe Canepa (7 giugno 1903 - 1922)
- Carlo Bordiga (1922 - 1924)
- Giuseppe Canepa, 2ª volta (1924 - 1938)
- Lodovico Calda (1938-1940)
- Gianni Granzotto (1940 - 25 luglio 1943)
- Umberto V. Cavassa (26 luglio - 21 settembre 1943)
- Aurelio Cattaneo (23 settembre - 8 ottobre 1943)
- Rosario Massimino (9 ottobre 1943 - 25 gennaio 1944)
- Ernesto Daquanno (26 gennaio - 1º giugno 1944)
- Gian Gino Pellegrini (2 giugno 1944 - 27 aprile 1945)
- Sospeso per deliberazione dell'«Allied Publication Board» anglo-americano
- Sandro Pertini dall'aprile 1947 al 25 giugno 1968: direttore politico
  - Francesco Fancello, Paolo Vittorelli e Umberto Merani: responsabili
- Ugo Intini (maggio 1976- 13 luglio 1978)
- Cesare Lanza (14 luglio 1978 - 2 marzo 1979)
- Giuliano Zincone (3 marzo 1979 - gennaio 1981)
- Ferruccio Borio (gennaio 1981 - gennaio 1982)
- Cesare Lanza, 2ª volta (gennaio 1982 - 10 gennaio 1986)
- Umberto Bassi (gennaio 1986 - 1987)
- Franco Recanatesi (1987 - 28 gennaio 1989)
- Franco Manzitti (29 gennaio 1989 - 22 settembre 1992)